# Volcán Tenorio
Volcán Tenorio är en vulkan i Costa Rica. Den ligger i den nordvästra delen av landet, 130 km nordväst om huvudstaden San José. Toppen på Volcán Tenorio är 1 916 meter över havet.